# كلية التمريض (جامعة الكوفة)
أسست كلية التمريض في جامعة الكوفة عام 2006، وتم تحديد أهدافها العلمية والعملية، وهي تسعى إلى تطوير مهنة التمريض بالشكل الذي ينمّي مهارات ومعارف طلبتها من خلال العمل على تهيئة الأسس العلمية والتقنية الجيدة واللازمة لتدريب وتعليم طلبة كلية التمريض. تم تخريج أربع دفعات من الممرضين الجامعين من خريجي الكلية ليسهموا برفع المستوى الصحي وسدّ النقص الشديد في أعداد الممرضين والممرضات في العراق.

## تاريخ الكلية
تأسست كلية التمريض في العام2006، وتم تكليف أول عميد للكلية وهو الأستاذ المساعد الدكتور عبد الكريم عبد الله محمود وكان موقع الكلية في البناية الجديدة لكلية الطب الواقعة في مجمع بنايات الجامعة.
وقد تقرر ان يكون العام الدراسي 2006-2007 العام الأول لبدء الدراسة الأولية، وتقرر إن الهدف الرئيسي لتأسيس الكلية هو رفد المتجمع بالكوادر التمريضية الكفوءة لتقديم الرعاية التمريضية، الوقائية والعلاجية والتاهيلية للفرد والعائلة والمجتمع، وتمنح الكلية الشهادة العلمية الآتية درجة البكالوريوس في علوم التمريض يمنح مجلس جامعة الكوفة بناء على طلب مجلس كلية التمريض الدرجات Bachelor of Science in Nursing) BSN).

## مجلس الكلية
يتكون من:
1. الدكتورة راجحة عبد الحسن حمزة الكسار، عميد الكلية
2. الدكتور هشام قاسم، معاون العميد للشؤون الأدارية
3. الدكتورة كريمة أحمد حسين، معاون العميد للشؤون العلمية
4. الدكتورة كافي محمد، ناصر رئيس قسم العلوم التمريضية للدراسة الصباحية
5. مدرس زينب علي حسين، رئيس قسم العلوم الطبية للدراسة الصباحية
6. الدكتورة فاطمة وناس خضير، رئيس قسم العلوم التمريضية للدراسة المسائية

## خريجو الكلية
1. الدفعة الأولى 2009 / 2010
2. الدفعة الثانية 2010/ 2011
3. الدفعة الثالثة 2012/2011
4. الدفعة الرابعة 2012/ 2013
5. الدفعة الخامسة 2013/ 2014[3]